# Leptacis propodealis
Leptacis propodealis är en stekelart som beskrevs av Peter Neerup Buhl 2001. Leptacis propodealis ingår i släktet Leptacis och familjen gallmyggesteklar. Inga underarter finns listade i Catalogue of Life.